# اولدفیلد توماس
اولدفیلد توماس (انگلیسی: Oldfield Thomas؛ ۲۱ فوریه ۱۸۵۸ – ۱۶ ژوئن ۱۹۲۹) یک دانشمند در زمینه جانورشناسی اهل بریتانیا بود.